# Persuader
Persuader es una banda Sueca de power metal formada en 1997. Han publicado tres álbumes de larga duración: The Hunter Evolution Purgatory y When Eden Burns. Tienen un sonido similar a bandas como Blind Guardian, Iron Savior y Nocturnal Rites, aunque Persuader también tiene influencias de Thrash metal.
Jens y Emil se unieron a una banda llamada Savage Circus en 2005, la banda que Thomas Stauch empezó después de dejar Blind Guardian.

## Miembros actuales
- Jens Carlsson, voces (también guitarra rítmica hasta 2006).
- Emil Norberg, guitarra líder.
- Daniel Sundbom, guitarra rítmica.
- Fredrik Hedström, bajo.
- Efraim Juntunen, batería.

### Miembros anteriores
- Pekka Kiviaho, guitarras.

## Discografía
- The Hunter (2000)
- Evolution Purgatory (2004)
- When Eden Burns (2006)
- The Fiction Maze (2014)
- Necromancy (2020)